# 女シリーズ
『女シリーズ』（おんなシリーズ）は、1962年4月16日から1965年1月15日まで毎日放送制作・NET（現：テレビ朝日）系列の平日昼に放送された昼ドラの放送枠の名称である。

## 概要
TBS系列やフジテレビ系列の昼ドラが成功したのを見て、当時NETとネットしていた毎日放送の制作による昼ドラを設置、その名の通り全て女性が主人公の作品を放送した。
放送は3年弱続き、この後NET制作の『あす咲く花』を4ヶ月ほど放送して、NETの昼ドラは1968年3月開始の『ライオン女性劇場』まで中断、そして毎日放送の昼ドラは、腸捻転解消初日の1975年3月31日にTBS系列で開始した『妻そして女シリーズ』まで中断する。

## 放送時間
全て日本標準時。
- 1962年4月から1963年6月までは平日13:30 - 13:45。
- 1963年7月から1964年7月3日までは平日13:00 - 13:15。
- 1964年7月6日から同年10月2日までは平日12:45 - 13:00。なおここまではMBS・NET同時ネット。
- 1964年10月5日から1965年1月15日までは、MBS側では不変だが、NET側は平日13:15 - 13:30。

## 放送作品一覧

### 1962年
- 炎の河（1962年4月16日 - 7月13日） - ここから平日13:30 - 13:45。
- 虚飾の森（1962年7月16日 - 9月14日）
- 黒い化粧（1962年9月24日 - 9月28日）
- 炎の河（再）（1962年10月 - 12月）
- 夜の哀しみ（1962年12月14日 - 1963年2月22日）

### 1963年
- 愛の氷河（1963年2月25日 - 3月29日）
- 花のない街（1963年4月1日 - 4月30日）
- 愛の砂漠（1963年5月1日 - 5月31日）
- 続・炎の河（1963年6月3日 - 9月30日） - 7月より平日13:00 - 13:15に。
- 夜と昼と（1963年10月1日 - 12月27日）

### 1964年
- 婚約宣言（1964年1月6日 - 3月13日）
- 今朝の春（1964年3月16日 - 7月3日）
- 女の海（1964年7月6日 - 10月2日） - 平日12:45 - 13:00。
- 花芯（1964年10月5日 - 1965年1月15日） - 関東では平日13:15 - 13:30。